# Sarah Tait
Sarah Tait, född 23 januari 1983 i Perth i Australien, död 3 mars 2016 i Melbourne, var en australisk roddare.
Sarah Tait gjorde olympisk debut redan 2004 i Aten, och deltog även i Peking 2008 i klassen åtta med styrman. Men inte förrän i tredje mästerskapet kom stora framgången. Tillsammans med Kate Hornsey vann hon silvret i  OS-silver i tvåa utan styrman vid olympiska roddtävlingarna 2012 i London. Hon har också ett silver från VM 2005 .
Tait avled bara 33 år gammal i cancer.